# Benjamin – Aus dem Tagebuch einer männlichen Jungfrau
Benjamin – Aus dem Tagebuch einer männlichen Jungfrau (Originaltitel: Benjamin ou Les Mémoires d’un puceau) ist eine französische Filmkomödie von Michel Deville aus dem Jahr 1968 mit Pierre Clémenti, Michèle Morgan, Michel Piccoli und Catherine Deneuve in den Hauptrollen. 

## Handlung
Frankreich Mitte des 18. Jahrhunderts: Der unerfahrene 17-jährige Benjamin trifft mit seinem Tutor Camille im Schloss seiner Tante, der Gräfin Gabrielle de Valandry, ein. Diese hat ihren als Waise aufgewachsenen Neffen eingeladen, den Sommer bei ihr zu verbringen. Sowohl die Dienstmädchen als auch die adligen Damen nehmen umgehend Notiz vom hübschen Jüngling und stellen ihm nach, um ihn in die Geheimnisse der Liebe einzuweihen. Als die Bedienstete Marion Benjamin schöne Augen macht, kommt Camille dazwischen und beendet vorzeitig das Tête-à-tête. Benjamin geht anschließend in den Schlosspark und schläft neben einer Skulptur der Aphrodite ein. Am nächsten Morgen wird er von Madame De Chartres geweckt, die gerade einen Ausflug zu Pferde macht. Sie lässt Benjamin zu sich auf das Pferd steigen und gibt ihm einen Kuss. Gemeinsam reiten sie ein Stück – bis Camille sie einholt und Benjamin zurück ins Schloss bringt. Die Dienstmädchen Marion, Victorine und Célestine bereiten Benjamin anschließend ein Bad und machen sich daran, ihn zu waschen. Célestine fällt dabei in die Wanne und beginnt, Benjamin zu küssen. In diesem Moment kommt die Gräfin herein und unterbindet das Spiel der Mädchen. Benjamin legt sich im Bademantel auf sein Bett, worauf ihm die Gräfin, fasziniert von seiner Jugendlichkeit, zärtlich über die Brust streichelt.
Der Liebhaber der Gräfin, Graf Philippe de Saint-Germain, ermutigt Benjamin, schleunigst seine Unschuld zu verlieren. Bei einem gemeinsamen Ausritt treffen der Graf und Benjamin auf Anne de Clécy, eine wohlhabende junge Dame, die auf dem Nachbaranwesen wohnt. Am Abend reiten der Graf und Benjamin zum Haus einer verheirateten Frau. Während der Graf die Frau verführt, soll Benjamin zuschauen und sich Notizen in sein Tagebuch machen. Doch noch ehe der Liebesakt vollzogen ist, kommt der Ehemann der Frau nach Hause. Der Graf kann sich mit Charme und Witz aus der Situation herausreden und kehrt mit Benjamin zu Anne zurück. Über ein Fenster gelangen beide Männer in Annes Schlafgemach. Anne wollte gerade zu Bett gehen. Sie gibt Benjamin und dem Grafen je einen Kuss und ruft dann nach ihrer Hausdame, die sogleich mit einem Gewehr in der Tür erscheint.
Zurück im Schloss der Gräfin macht der Graf Benjamin betrunken. Am darauffolgenden Morgen liegt Benjamin nackt auf seinem Bett. Die Gräfin kommt herein und betrachtet ihren Neffen. Später machen sie mit dem Grafen einen Ausflug zum örtlichen Markt. Dort trifft Benjamin auf Célestine, die ihn in den Schlosspark führt und küsst. Victorine platzt jedoch dazwischen und führt ihrerseits Benjamin in das Schlafzimmer eines nahegelegenen Hauses. Als sich Benjamin anschickt, Victorine das Kleid auszuziehen, öffnet Marion die Tür und befiehlt Victorine, ihrem Dienst nachzukommen. Benjamin ist daraufhin willig, mit Marion das Bett zu teilen, doch gibt diese ihm stattdessen eine Ohrfeige.
Bei einem von der Gräfin veranstalteten Gartenfest, stellt der Graf einer jungen Dame nach. Er ist seit jeher ein Frauenheld, doch es ist Anne, die er heiraten möchte. Anne fühlt sich zwar zum Grafen hingezogen und möchte ihn heiraten, doch ihre Jungfräulichkeit will sie lieber an Benjamin verlieren. Als Anne dem Grafen ihren Wunsch mitteilt, fällt er über sie her, lässt jedoch von ihr ab, als sie anfängt zu schreien. Mit Benjamin, der mit einer Dame in Rosa hinter einem Vorhang das Gespräch belauscht hat, tanzt Anne daraufhin im Park. Auf einer Brücke versucht der Graf erneut, Anne mit Küssen von seinen Verführungskünsten zu überzeugen. Anne bleibt jedoch standhaft, weshalb der Graf einen Zweig nimmt und sie wütend damit schlägt. Während am Abend ein Feuerwerk stattfindet, zieht Célestine Benjamin in eine Scheune. Als sich Victorine zu ihnen gesellt und beide Mädchen Benjamin ausziehen, bricht ein Feuer aus. Die Gäste der Gräfin treffen vor der Scheune ein und beginnen, das Feuer zu löschen. Anne und Benjamin ziehen sich derweil in ein Schlafzimmer zurück und erleben zusammen das erste Mal. Nach ihrem Liebesakt findet Anne Benjamins Tagebuch und bittet ihn, ihr daraus vorzulesen. Am Morgen verfasst Anne einen Eintrag in Benjamins Tagebuch. Durch ein Fenster sieht sie den Grafen im Park herumlaufen und verlässt kurz darauf das Zimmer.

## Hintergrund

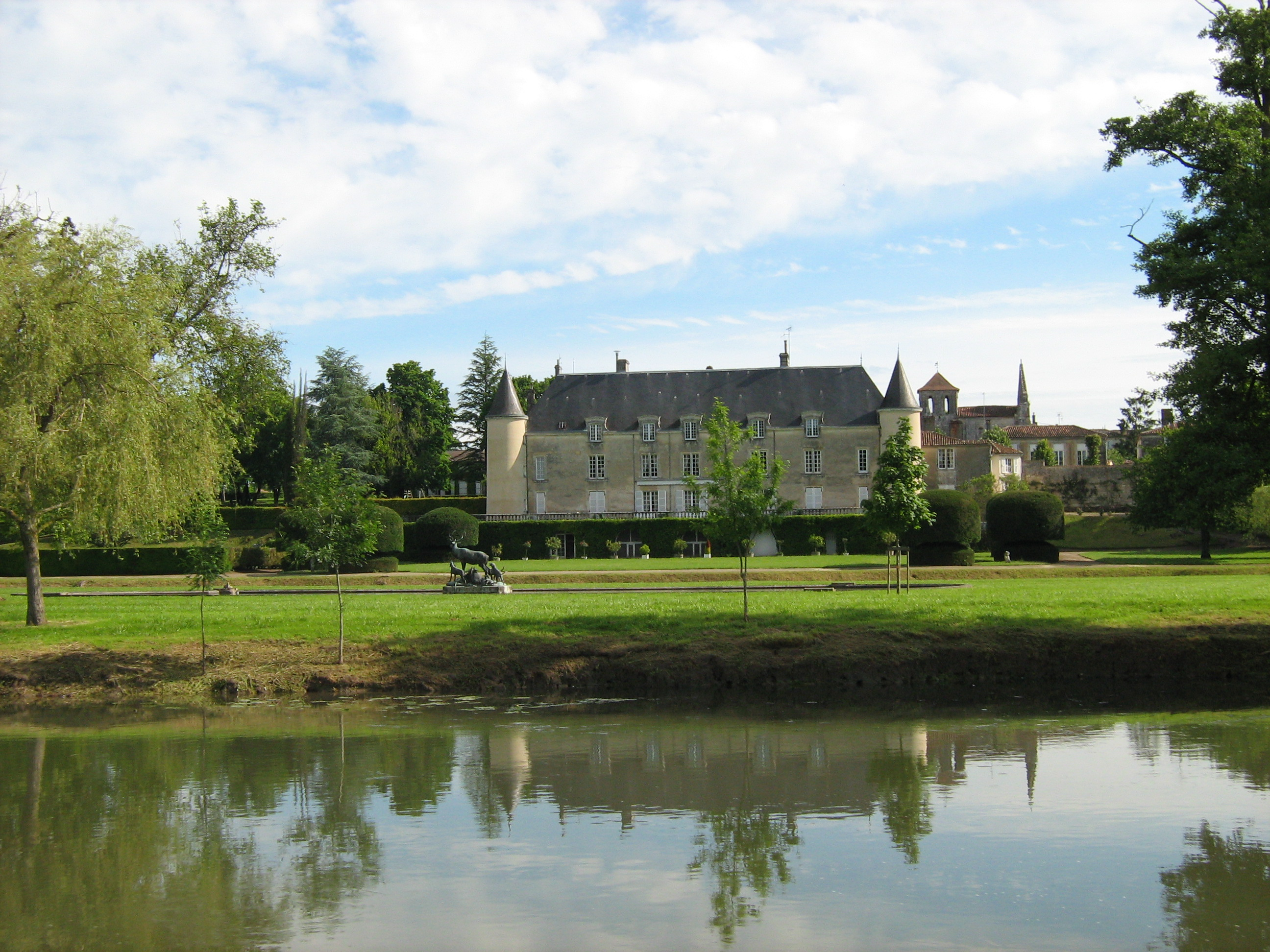
Das Schloss in Saint-Brice, der Hauptdrehort des Films

Als Drehorte dienten von Mitte Juni bis Mitte August 1967 das Schloss und der Schlosspark in Saint-Brice. Neben der Filmmusik von Jean Wiener sind auch Kompositionen von Joseph Haydn, Wolfgang Amadeus Mozart und Jean-Philippe Rameau im Film zu hören. Pierre Clémenti, der die Titelrolle spielte, und Catherine Deneuve waren zuvor bereits gemeinsam in Luis Buñuels Belle de Jour – Schöne des Tages (1967) zu sehen.
Benjamin – Aus dem Tagebuch einer männlichen Jungfrau wurde am 12. Januar 1968 in Frankreich uraufgeführt. In Deutschland kam die Filmkomödie am 13. September 1968 in die Kinos.

## Kritiken
Für das Lexikon des internationalen Films war Benjamin – Aus dem Tagebuch einer männlichen Jungfrau eine „[f]rivole Komödie im Rokoko-Dekor“. Ihr mangele es jedoch „an ironischer Distanz und Esprit […], um die Fragwürdigkeit einer ausschließlich narzißtisch orientierten Gesellschaft zu entlarven“. Zu einer ähnlichen Einschätzung gelangte auch der Evangelische Filmbeobachter, demzufolge „[d]ie wenigen ernsthaften Handlungselemente […] von der Tatsache verdrängt“ würden, dass der Film „seine Unterhaltungsabsicht mit einem erheblichen Quantum an Frivolität zu forcieren versucht“. Er sei zudem „stilistisch uneinheitlich“ und könne nur im mittleren Abschnitt „brauchbares Milieu- und Zeitkolorit“ vorweisen. Zu empfehlen sei er allenfalls „für Erwachsene“.
The New Yorker bezeichnete den Film als „delikates Meisterwerk von sinnlich körperlicher Anmut und kultivierter Freizügigkeit“. Roger Ebert von der Chicago Sun-Times befand hingegen, dass der Film „kein Kunstwerk“ sei, nicht einmal aus ästhetischer Sicht. Auch sei er „kaum mehr als hin und wieder amüsant“. Selbst Michèle Morgans und Michel Piccolis „einnehmende Vorstellungen“ und „auch die ungekünstelte Schönheit Catherine Deneuves können ihn nicht retten“.

## Auszeichnungen
Benjamin – Aus dem Tagebuch einer männlichen Jungfrau wurde mit dem Louis-Delluc-Preis als bester Film ausgezeichnet und erhielt zudem eine Nominierung für den Golden Globe in der Kategorie Bester fremdsprachiger Film, unterlag jedoch Franco Zeffirellis Romeo und Julia.

## Deutsche Fassung
Die deutsche Synchronfassung entstand 1968 bei der Berliner Synchron unter der Synchronregie von Hermann Siemek, der auch für das Dialogbuch verantwortlich war.
| Rolle                          | Darsteller        | Synchronsprecher  |
| ------------------------------ | ----------------- | ----------------- |
| Gräfin Gabrielle de Valandry   | Michèle Morgan    | Edith Schneider   |
| Graf Philippe de Saint-Germain | Michel Piccoli    | Wolfgang Kieling  |
| Benjamin                       | Pierre Clémenti   | Edwin Noël        |
| Anne de Clécy                  | Catherine Deneuve | Evelyn Gressmann  |
| Marion                         | Francine Bergé    | Ilse Pagé         |
| Madame De Chartres             | Tania Torrens     | Margot Leonard    |
| verheiratete Frau              | Odile Versois     | Brigitte Grothum  |
| Basile                         | Angelo Bardi      | Peter Schiff      |
| Ehemann                        | André Cellier     | Dietrich Frauboes |
| Camille                        | Jacques Dufilho   | Hugo Schrader     |